# Atlas II
Atlas II è un membro della Famiglia di lanciatori Atlas, che si è evoluta dal programma per il missile Atlas degli anni '50. Atlas II è stato l'ultimo lanciatore Atlas ad usare un'architettura ad "uno stadio e mezzo" con tre motori: due dei tre motori sono espulsi durante l'ascensione, mentre i serbatoi di carburante e gli altri elementi strutturali sono mantenuti. L'Atlas II è stato progettato per posizionare carichi utili in orbita terrestre bassa, orbita di trasferimento geostazionaria ed in orbita geosincrona. Dal 1991 al 2004 sono stati effettuati in totale 63 lanci dell'Atlas II, IIA e IIAS. Il successore dell'Atlas II, Atlas III, è stato in servizio dal 2000 al 2005, mentre l'Atlas V è attualmente in uso.

## Caratteristiche
L'Atlas II ha delle prestazioni superiori rispetto al predecessore Atlas I, utilizzando dei motori con maggiore spinta e dei serbatoi per il propellente più grandi in entrambi gli stadi. La capacità totale di sollevamento dell'Atlas II, pari a 2.200 kN (490.000 lbf), consente al lanciatore di posizionare dei carichi utili di 2.767 kg (6.100 libbre) in orbita geosincrona (pari a 35.000 km di altezza). L'Atlas II utilizza come secondo stadio un razzo Centaur migliorato - che fu il primo stadio con propellente ad alta energia - per aumentare la propria capacità di sollevamento. Inoltre, l'Atlas II fu costruito con componenti elettronici a basso costo, un computer di volo migliorato, oltre ai già citati serbatoi per il propellente di maggiore capacità rispetto all'Atlas I.
Il più potente Atlas II è la variante Atlas IIAS.

## Storia
Gli Atlas II sono lanciati dalla Cape Canaveral Air Force Station, dalla 45th Space Wing. L'ultimo lancio di Atlas II dalla costa occidentale degli Stati Uniti è stato effettuato nel dicembre 2003 dalla 30th Space Wing, dalla Vandenberg Air Force Base.
L'Atlas era nato originariamente come un ICBM alla fine degli anni '50. Il 31 ottobre 1959, il primo Atlas, un modello D conservato orizzontalmente fu messo in allerta di lancio a Vandenberg dallo 576th Strategic Missile Squadron. I modelli Atlas E ed Atlas F furono i primi ICBM ad essere posizionati verticalmente in silos di lancio sotterranei ed innalzati fino in superficie per il lancio. La U.S. Air Force rimpiazzò gli Atlas ICBM con i Titan ICBM, e convertì gli Atlas E ed Atlas F in veicoli di lancio spaziali alla fine degli anni '60. L'ultimo Atlas fu lanciato da Vandenberg nel 1995 per posizionare in orbita un satellite per il programma Defense Meteorological Satellite.
L'Atlas è stato utilizzato come lanciatore spaziale fin dal 1958, quando fu usato come veicolo di lancio per il Progetto SCORE, il primo satellite per telecomunicazioni al mondo, sviluppato dallo U.S. Army Signal Corps con il patrocinio del DARPA. Il satellite trasmise nel resto del mondo un messaggio pre-registrato del Presidente Eisenhower in occasione della festività natalizia.
Un vettore Atlas portò in orbita l'astronauta John Glenn nel corso del Programma Mercury, il primo programma spaziale statunitense per l'invio di uomini nello spazio. Gli Atlas/Centaur hanno lanciato le sonde spaziali dei programmi Mariner e Pioneer.
A seguito di fallimenti nei lanci con Atlas I alla fine degli anni '80, nel maggio del 1988 la Air Force scelse la General Dynamics (ora Lockheed-Martin) per sviluppare l'Atlas II, principalmente per lanciare satelliti del Defense Satellite Communications System e per utilizzo commerciale.
- Caratteristiche generali
  - Funzione principale: Vettore di lancio
  - Contractor principale: Lockheed Martin - struttura meccanica, assemblaggio, avionica, test e integrazione di sistema
  - Principali subcontractor: Rocketdyne (motore dell'Atlas, MA-5); Pratt & Whitney (motore del Centaur, RL-10) and Honeywell & Teledyne (avionica)
  - Motori: Tre motori MA-5A di Rocketdyne, due motori RL10A-4 di Pratt & Whitney per lo stadio Centaur
  - Spinta: 2.200 kN (494.500 lbf)
  - Lunghezza: Fino a 47,54 m (156 ft); 4.87 m (16 ft) gruppo motore
  - Diametro principale: 3,04 m (10 piedi)
  - Capacità di sollevamento totale: 204.300 kg (414.000 lb)
  - Primo lancio: 10 febbraio 1992
  - Varianti: II, IIA, IIAS
  - Siti di lancio: Cape Canaveral Air Force Station, Vandenberg Air Force Base
  - Ammontare residuo: non disponibile (ritirato)

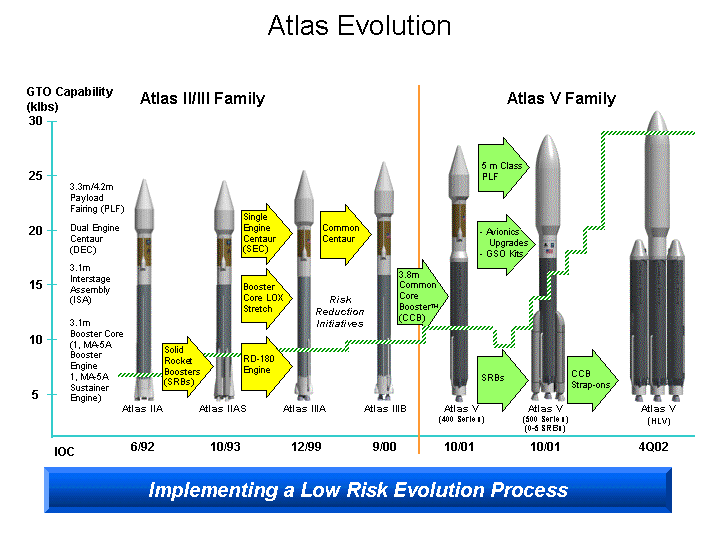
Evoluzione del vettore Atlas (USAF)